# Claudia Cardinale
Claude Joséphine Rose (Claudia) Cardinale (Tunis, 15 april 1938) is een Italiaans filmactrice. Haar ouders waren van Italiaanse (Siciliaanse) afkomst, maar het gezin woonde in Tunesië. 

## Biografie
Cardinale won in 1955 in Tunesië een schoonheidswedstrijd waaraan ze niet eens deelnam: ze werd door de organisatie uit het publiek geplukt. De prijs was een bezoek aan het Filmfestival van Venetië. Ze kreeg een relatie van een jaar met een Fransman die tien jaar ouder was dan zij en raakte ongewenst zwanger. De vader van het kind drong aan op een abortus maar Cardinale besloot het kind te behouden. Haar latere echtgenoot, de filmproducent Franco Cristaldi, nam haar onder zijn vleugels en regelde dat ze discreet in Londen kon bevallen van haar zoon. Om de opvoeding van haar zoon, Patrick, te kunnen betalen koos ze voor een carrière als actrice - wat ze tot dan toe had afgewezen.
Cardinale maakte haar debuut in 1958 in de Franse film Goha, in datzelfde jaar gevolgd door I soliti ignoti, de eerste belangrijke exponent van de commedia all'italiana. In de jaren 60 speelde zij in vele Italiaanse films, waaronder het drama Rocco e i suoi fratelli (1960) en het historisch drama Il gattopardo (1963) van Luchino Visconti,  het drama 8½ (1963) van Federico Fellini en de klassieke spaghettiwestern Once Upon a Time in the West (1968) van Sergio Leone.
Nadat ze in 1975 Cristaldi had verlaten leefde Cardinale tot 2001 samen met filmregisseur Pasquale Squitieri die ze had ontmoet op de set van zijn film I guappi (1974). Ze was heel dikwijls te zien in zijn films.
Hoewel Cardinale aanvankelijk werd ingezet als sekssymbool, groeide ze uit tot een internationaal gerespecteerd actrice. In 2000 werd ze vanwege haar bekendheid benoemd tot UNESCO Goodwill Ambassadeur, waarmee ze de taak op zich nam vrouwenrechten te bevorderen.

## Filmografie (selectie)
- 1958 - Goha (Jacques Baratier)
- 1958 - I soliti ignoti (Mario Monicelli)
- 1959 - Un maledetto imbroglio (Pietro Germi)
- 1959 - Upstairs and Downstairs (Ralph Thomas)
- 1960 - Austerlitz (Abel Gance)
- 1960 - Rocco e i suoi fratelli (Luchino Visconti)
- 1960 - Il bell'Antonio (Mauro Bolognini)
- 1961 - La viaccia (Mauro Bolognini)
- 1961 - La ragazza con la valigia (Valerio Zurlini)
- 1961 - Les lions sont lâchés (Henri Verneuil)
- 1962 - Cartouche (Philippe de Broca)
- 1963 - Il gattopardo (Luchino Visconti)
- 1963 - 8½ (Federico Fellini)
- 1963 - The Pink Panther (Blake Edwards)
- 1964 - La ragazza di Bube (Luigi Comencini)
- 1964 - Circus World (Henry Hathaway)
- 1965 - Vaghe stelle dell'orsa (Luchino Visconti)
- 1966 - The Professionals (Richard Brooks)
- 1966 - Lost Command (Mark Robson)
- 1967 - Don't Make Waves (Alexander Mackendrick)
- 1968 - Once Upon a Time in the West (Sergio Leone)
- 1969 - The red tent (Mikhail Kalatozov)
- 1969 - Nell'anno del Signore (Luigi Magni)
- 1971 - Les Pétroleuses (Christian-Jaque)
- 1972 - L'udienza (Marco Ferreri)
- 1972 - La scoumoune (José Giovanni)
- 1974 - I guappi (Pasquale Squitieri)
- 1975 - Conversation Piece (Luchino Visconti)
- 1975 - A mezzanotte va la ronda del piacere (Marcello Fondato)
- 1977 - Il prefetto di ferro (Pasquale Squitieri)
- 1977 - Jesus of Nazareth (Franco Zeffirelli)
- 1978 - La Part du feu (Étienne Périer)
- 1979 - Escape to Athena (George Pan Cosmatos)
- 1981 - La pelle (Liliana Cavani)
- 1982 - Fitzcarraldo (Werner Herzog)
- 1983 - Le Ruffian (José Giovanni)
- 1984 - Enrico IV (Marco Bellocchio)
- 1984 - Claretta (Pasquale Squitieri)
- 1986 - La storia (Luigi Comencini)
- 1990 - Atto di dolore (Pasquale Squitieri)
- 1991 - Mayrig (Henri Verneuil)
- 1992 - 588, rue Paradis (Henri Verneuil)
- 1993 - Son of the Pink Panther (Blake Edwards)
- 1994 - Elles ne pensent qu'à ça (Charlotte Dubreuil)
- 1997 - Sous les pieds des femmes (Rachida Krim)
- 1999 - Li chiamarono... briganti! (Pasquale Squitieri)
- 2002 - And Now... Ladies and Gentlemen (Claude Lelouch)
- 2005 - Le démon de midi (Marie-Pascale Osterrieth)
- 2007 - Cherche fiancé tous frais payés (Aline Issermann)
- 2009 - Le Fil (Mehdi Ben Attia)
- 2010 - Signora Enrica (Ali Ilhan)
- 2010 - Un balcon sur la mer (Nicole Garcia)
- 2011 - Father (Pasquale Squitieri)
- 2012 - Gebo et l'Ombre (Manoel de Oliveira)
- 2012 - El artista y la modelo (Fernando Trueba)
- 2013 - Joy de V. (Nadia Szold)
- 2014 - The Silent Mountain (Ernst Gossner)
- 2014 - Effie Gray (Richard Laxton)
- 2016 - All roads lead to Rome  (Ella Lemhagen)